# Eberhard de Alsacia
Eberhard (en latín, Eberhardus, Heberhardus, Ebrohardus, Hebroardus, Ebrochardus), hijo de Adalbert, duque de Alsacia, fue conde y domesticus de Alsacia. Era miembro de la familia de los Eticónidas.

## Biografía
Su padre el duque Adalbert tuvo dos hijos, Liutfrid y Eberhard y por otro lado tres hijas llamadas Attala, Eugenia y Gerlinda (Gundlinda, según la Vita Odiliae). El nombre de su madre no se conoce con certeza.
A la muerte de Adalbert que sobrevino entre junio de 722 y junio de 723, los dos hijos se repartieron su fortuna inmobiliaria que estaba constituida por decenas de propiedades dispersas en el pagus de Alsacia, en Sornegau, en Elsgau y quizás en otros lugares. También heredaron su poder en Alsacia: Liutfrid sucede a su padre como duque de Alsacia mientras que Eberhard aparece como domesticus, es decir como administrador de los bienes del fisco en Alsacia. Cuando Benedictus abad de Honau designa, en 722 o 723, un sucesor en la persona de Tubanus, solicita antes la autorización de los dos hermanos. Un poco más tarde Eberhard deviene conde, título que porta en 728 y 731-732; ya estaba encargado de la administración y de la justicia en Alsacia. 
Poseía bienes en al menos 50 localidades y en su gineceo trabajaban más de 40 jóvenes. Sabía leer y escribir, conocimientos que por otra parte no eran raros en la casa de los grandes de su tiempo.
Eberhard fue un laico que dio prueba de un gran fervor religioso, cosa que no asombra si uno piensa en su familia: Odilia la primera abadesa de Hohenburg fue probablemente su tía; su propia hermana Eugenia había sucedido a Odilia como abadesa y según la Vita Odiliae, Attala y Gundlinda, sus otras dos hermanas, fueron igualmente religiosas en Hohenburg. En vida de Adalbert, los monjes de Honau no eran propietarios de la isla sobre la que se elevaba el monasterio; después de la muerte de su padre, Eberhard no solamente dona su parte de la isla, sino que obtiene que su hermano haga lo mismo con la suya. Este documento fue fechado en Honau, el 11 de diciembre de 723.
Para afirmar el cristianismo en la mitad sur de Alsacia, hace llamar al misionero Pirminius y a sus monjes y pone a su disposición, para que se instalen, un terreno situado en un «vallon» solitario de los Vosgos en Murbach. Dota a este establecimiento de numerosos bienes, situados en su mayoría en la región de Estrasburgo y contribuye con todas sus fuerzas a la construcción del monasterio. 
El 1 de febrero de 731 o 732, con un documento firmado en Montignez (Montaniaco vico), añade a la dotación de Murbach las iglesias de Pfetterhausen (Petrosa) que le habían tocado luego de la partición de la sucesión con su hermano.
La muerte de su único hijo y la pérdida de la vista, lo llevan a volcarse aún más a la religión. Junto a su esposa Hemeletrudis se dirige a la abadía de Weißenburg y, el 23 de marzo de 735 o 736 (el año 735 más de acuerdo con la secuencia de eventos), hacen la donación de un bien en Betschdorf (Badenandouilare) a este establecimiento. Eberhard ya no se titula como conde pero todavía estaba vivo, ya que los dos esposos se reservan el derecho de usufructo de este bien durante su vida. 
Poco después decide entrar en la religión. Se dirige a la abadía de Remiremont y una vez instalado allá, hace una donación al monasterio irlandés de Honau que había fundado su padre. Le entrega los bienes a su mujer para evitarle necesidades y se separa de ella; cada uno de aquí en adelante se consagra a Dios. Devenido monje, Eberhard se despoja en Remiremont de lo que le resta de su inmensa fortuna a favor de Murbach, coloca su fundación por encima de todo, y confirma las donaciones que había hecho a otras personas físicas y jurídicas. Como es poco probable que esta liquidación haya tardado, la gran donación de Eberhard a Murbach sin duda ha seguido al poco del arribo del anciano conde a Remiremont y su entrada al monasterio; se sitúa probablemente en 735, durante el decimoquinto año del reinado de Teodorico IV.
Al año siguiente, el abad Romanus concede en precariedad a alguien llamado Hildefredus los bienes situados en 17 localidades. Habían sido donadas a Murbach por Eberhard; manifiestamente habían estado comprendidas en la primera donación que se perdió ya que no se encuentran en la gran donación. Hay allí una amputación considerable del patrimonio de Murbach; teóricamente solo se trataba de una concesión de por vida, pero nada garantizaba que un día el abad no estaría obligado a renovarla en favor de un heredero del precarista. Estas son las localidades:
1. Dorlisheim, Dorloshaim; 2. Kolbsheim, Colobacishaim; 3. Bodenheim (pueblo desaparecido, tal vez en el valle de Breusch, no lejos de Estrasburgo), Bodenhaim; 4. Wolxheim, Ulcishaim; 5. Hindisheim, Hunishuus; 6. Achenheim, Hachinhaim; 7. Krautergersheim, Ercafeltishaim; 8. Entzheim, Ensesshaim; 9. Rumersheim-le-Haut, Rotmarshaim; 10. Reichstett, Eistatis; 11. Grassendorf, Grosinhaim; 12. Rœschwoog, Rosusago; 13. Gunstett, Gonzolinhuus; 14. Wœrth, Uuarida; 15. Hügelsheim, Hugilagishus; 16. Osthouse, Ossinhuns; 17. Sessenheim, Soessas.
En esta misma época Carlos Martel despojaba a la propia iglesia franca para poder recompensar a sus leales. No se conocen otros detalles de este hecho, pero podemos pensar que la familia ducal no fue ajena a esta medida que concernía a uno de los más ricos monasterios de su territorio; sin embargo, a diferencia de una concesión precaria que se hizo en 735 a favor de un personaje llamado Hildradus, esta intervención no está documentada.

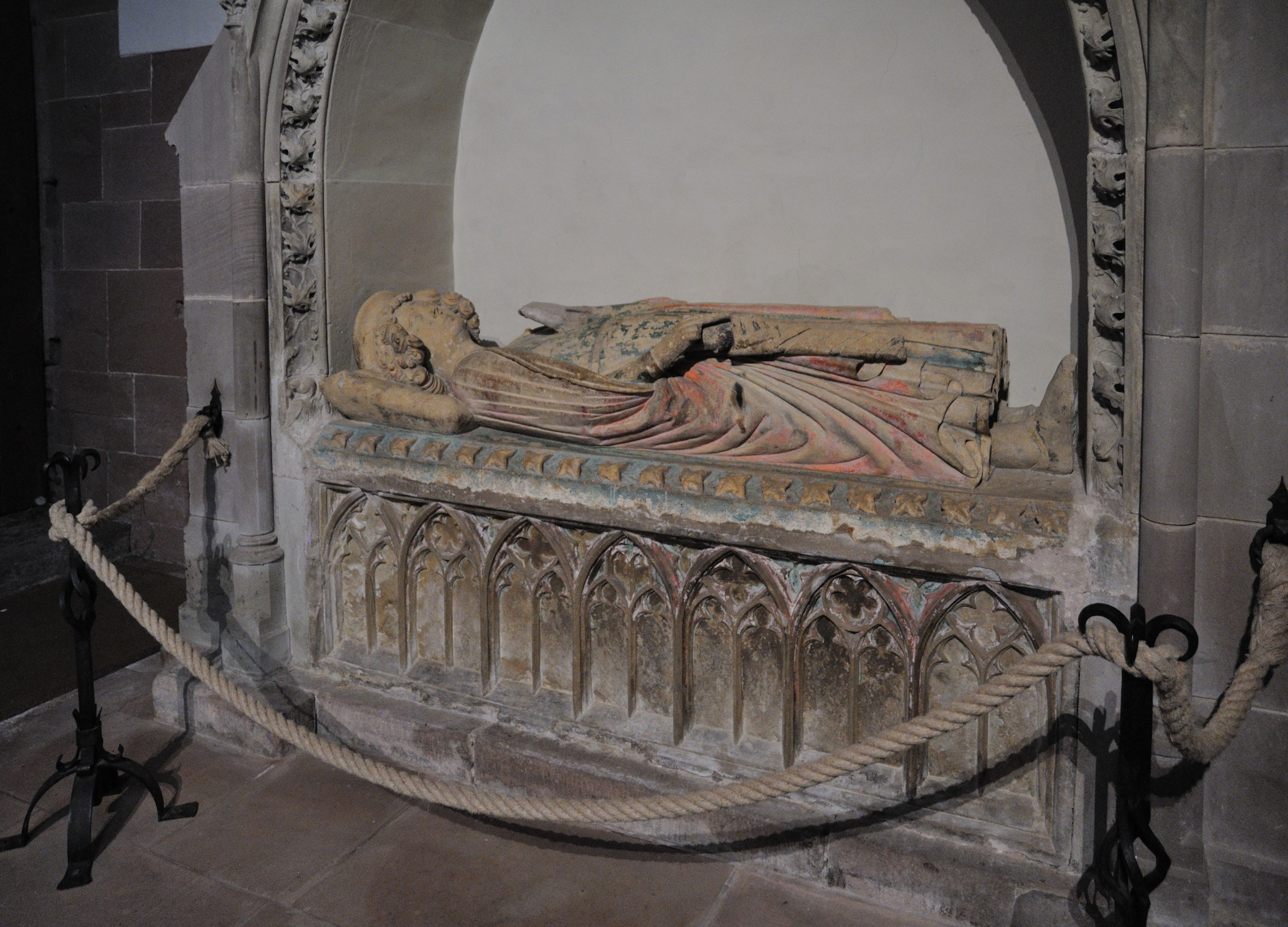
Tumba del conde Eberhard, abadía de Murbach

Eberhard murió en 747. No se puede afirmar de manera absoluta que haya sido siempre monje en Remiremont porque en esta época la vida monástica en Francia estaba fuertemente influenciada por el monacato irlandés, que no limitaba a un monje a pasar su vida en un mismo monasterio.
Se creyó que Eberhard había sido monje en Murbach pero los dos textos que podrían invocarse no proporcionan testimonio seguro al respecto.
Según el primero: en el siglo IX, los monjes de Murbach inscribieron su nombre a la cabeza de la lista de los monjes de esta abadía, seguido del de Pirminius, pero es probable que tanto uno como otro figuraran allí como fundadores y no como monjes formando parte de la comunidad monástica; por otra parte, a diferencia de otros monjes, Eberhard no es calificado de monachus.
El segundo texto no es probatorio: en el siglo XIII, inspirados por la lectura del acta de la gran donación, los monjes de Murbach levantaron tumbas a Eberhard y a su hijo en el coro de su iglesia, algunos versos evocan su conversión a la vida monástica, pero sin indicación del monasterio.
Cualquiera fuera el monasterio donde hubiese muerto Eberhard, la presencia del fundador de Murbach en Remiremont es el primer enlace y probablemente la explicación a los reportes de la muy estrecha vinculación entre Murbach y Remiremont, que se observa en el siglo siguiente.

## El conde Eberhard y el monasterio de Murbach
Eberhard hijo del duque Adalbert es conocido como fundador y benefactor de la célebre abadía de Murbach.

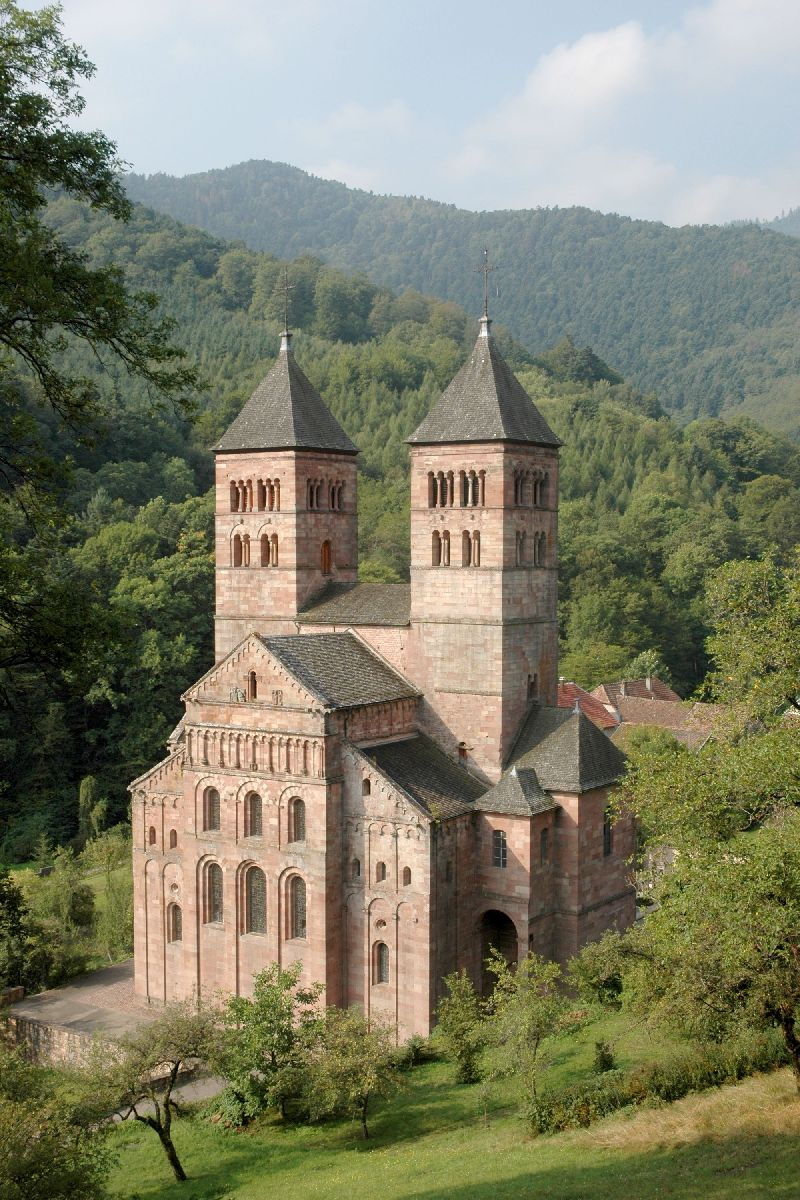
La abadía de Murbach

Existe una carta controvertida que no se conoce sino por una copia que figura en las páginas 1-3 de un cartulario de Murbach del siglo XV.
Allí Eberhard relata que se volvió ciego, que ha perdido a su único hijo y que él es ahora ac si vilissimus Christi famulus, es decir que ha entrado en la religión. Estimando que no podría tener mejor heredero que la iglesia de Cristo, se despoja a favor de la abadía de Murbach, que ha construido con el consentimiento de los obispos, de los sacerdotes, de su hermano el duque Liutfrid, y de su mujer Hemeletrudis sobre su alodio, en el pagus de Alsacia, en el lugar conocido como Maurobaccus que ahora es llamado Vivarius Peregrinorum, consagrando todas las fuerzas que Dios le dio. 
Le hace así la donación de sus propiedades situadas en el ducado de Alsacia, en el pagus Troningorum y en Elsgau, tanto de las que tenía en su posesión como aquellas que había dado en beneficio a sus vassi; había heredado una parte de estas propiedades de sus padres (la sucesión había hecho la partición entre él y su hermano Liutfrid), otra parte estaba conformada por las adquisiciones hechas posteriormente a la herencia. No obstante quedan exceptuadas de la donación hecha a Murbach:
1) Los bienes que él ya había dispuesto a favor del mismo monasterio de Murbach, de otras casas de Dios, y de su mujer Hemeletrudis de la que se había separado y quien se había consagrado a Dios (él confirma estas donaciones anteriores);
2) Los bienes donados en beneficio de tres personas, a saber uno llamado Amalo quien había recibido un bien situado en Maurovilare (Morschwiller-le-Bas), con anexos en Luterbach (Lutterbach), Bertoinus servidor de Eberhard quien ha recibido bienes situados en el vicus de Delemonze (Delémont) y en Altheim (pueblo desaparecido situado al lado de Zellenberg), y uno llamado Haimerico quien ha recibido un bien en Hillonevilare (Ellenweiler, pueblo desaparecido situado al lado de Ribeauvillé);
3) Las jóvenes doncellas (pulicolae) en un número aproximado de 40 que tenía en su gineceo. En relación con estas últimas, Eberhard no precisa que será en adelante de su suerte.
A pesar de estas reservas, hay allí una enorme fortuna inmobiliaria, repartida en al menos veintitrés localidades, que deja a Murbach y debería ser afectada a la subsistencia de los monjes y alojamiento de los indigentes. Estas son las localidades:
1. Heiwiller, in ducatu Alsacensi seu in pago Troningorum et in pago Alsegaugensi loca indominicata nuncupantes Heimonewiller; 2. Kinzingen (pueblo desaparecido situado entre Dornach y Didenheim, suburbios de Mülhausen), Chinzicha; 3. Gildwiller, Gyldulfoviler; 4. Hindlingen, Chuntilingas; 5. Dessenheim, Deosesheim; 6.  y a partir de Estrasburgo, (yendo hacia el sur) un rosario de localidades (illam viam); comprendiendo: 7. Hipsheim, Hyppeneshaim; 8. Huttenheim, Hittenhaim; 9. Sélestat, Selatstat; 10. Bergheim, Perehhaim; 11. Wickerschwihr, Wicherebint; 12. Orschwihr, Otalesviller; 13. Gundolsheim, Cundolteshaim; 14. Loffcia (el río llamado Lauch, que nace en el valle de Guebwiller, fluye al este de Gundolsheim), Loffcia; 15. Gueberschwihr, Waranangus qui dicitur Villare Eberhardo (este nombre denota un interés particular del conde Eberhard por este dominio, que fue quizás una de sus residencias); 16. Holtzwihr, Lilenselida; 17. Hirtzfelden, Hirzfeld; 18. Blotzheim, Flobotesheim; 19. Leymen, Leimone; 20. Delle, Datica cum basilica, ubi S. Desiderius in corpore quiescit (con la basílica donde reposan los restos de Desiderius de Rennes); 21. Localidad no identificada, Pereprangiis; 22. Balschwiller, Baltowiler; 23. Wattwiller, Watoneviler cum basilicis ad ipsa loca adspicientibus (con todos sus anexos y especialmente las iglesias con todo lo que les pertenecía). El texto no es lo suficientemente claro respecto a si se supone que todos los dominios tienen iglesias o si la mención de las iglesias solo se aplica a Pereprangiis, Balschwiller y Wattwiller.
La copia del cartulario está incompleta porque no tiene las firmas, y la fecha, privada de la indicación del día, se reduce a Actum Habendo Castro sive Romarasco Monte monasterio publice, anno octavo regnante domino nostro Theoderico rege.
Este documento sería por largo tiempo extremadamente interesante en varios aspectos por el conocimiento de los tiempos y de la civilización de la Alta Edad Media: difunde la riqueza inmobiliaria de la familia ducal de Alsacia, aporta uno de los testimonios sobre la unión del lucro y el vasallaje y hace la mención más antigua de la tumba de San  Desiderius de Elsgau, finalmente instruye acerca de la aparición de las iglesias en las campañas.
Presenta sin embargo una dificultad: el octavo año del reinado de Teodorico IV indicado en su fecha comienza entre el 30 de enero y el 13 de mayo de 728 y termina entre el 30 de enero y el 13 de mayo de 729. Pero sabemos que, en contradicción con el contenido del acta, Eberhard no era monje en esta época; aparece vivo y casado en un acta fechada el 23 de marzo del décimo quinto año del reinado de Teodorico IV (735 o 736) por la cual, conjuntamente con su esposa Hemeletrudis, hace una donación a la abadía de Weißenburg.
Algunos autores dedujeron que la gran donación de Eberhard a la abadía de Murbach sería un fraude.
El examen profundo al que se dedica Wilhem Levison, uno de los mejores especialistas de los temas merovingios, prueba que no es así. La redacción y el vocabulario denotan indubitablemente la época merovingia: aquí como en las otras cartas de Eberhard, se ha utilizado como prueba el formulario de Marculf (Formulae Marculfi); el redactor califica a las jóvenes doncellas de pulicolae; ahora bien pulicola desaparece poco después del idioma para ser remplazada por pulicella; la fonética de los nombres de localidades germánicas enumeradas sitúa al acta en la primera mitad del siglo VIII. Es aquí donde es auténtica.
Se explica la fecha imposible que lleva la copia del siglo XV por un error del copista, que tenía bajo su mirada un texto cuyo final estaba incompleto como lo prueban dos omisiones, la de la indicación del día en la fecha y la de la firma de los testigos. El acta es en realidad posterior a la donación hecha por Eberhard a la abadía de Weißenburg el 23 de marzo de 735 o 736, y anterior a la muerte de Teodorico IV en 737; data ya del año 15, o 16, o 17 del reinado de este soberano. El razonamiento de Levison ha sido generalmente admitido por los especialistas.
Pero esta acta ha sido atacada de nuevo. En primer lugar, se creía detectar una interpolación: los términos (cum…) ministerialibus, libertis insertados dos veces en la fórmula de pertenencia habrían sido añadidos en el siglo XII y reflejan la formación de la clase social de los ministeriales en esta época. En realidad, no se trata de una interpolación porque los libertini y los ministeriales figuran ya lado a lado en la fórmula de pertenencia de un acta modelo de Touraine del siglo VIII.
Más recientemente, incluso la autenticidad misma de esta acta ha sido negada. La corrección aportada por Levison a la fecha sería arbitraria. La carta sería en realidad un fraude, constituido por la ayuda de varias actas auténticas que no habrían emanado todas de Eberhard porque una donación de tal magnitud no sería concebible en esta época. El falsificador se habría propuesto hacer creer que el conjunto de bienes adquiridos por Murbach en sus comienzos provenían de Eberhard.

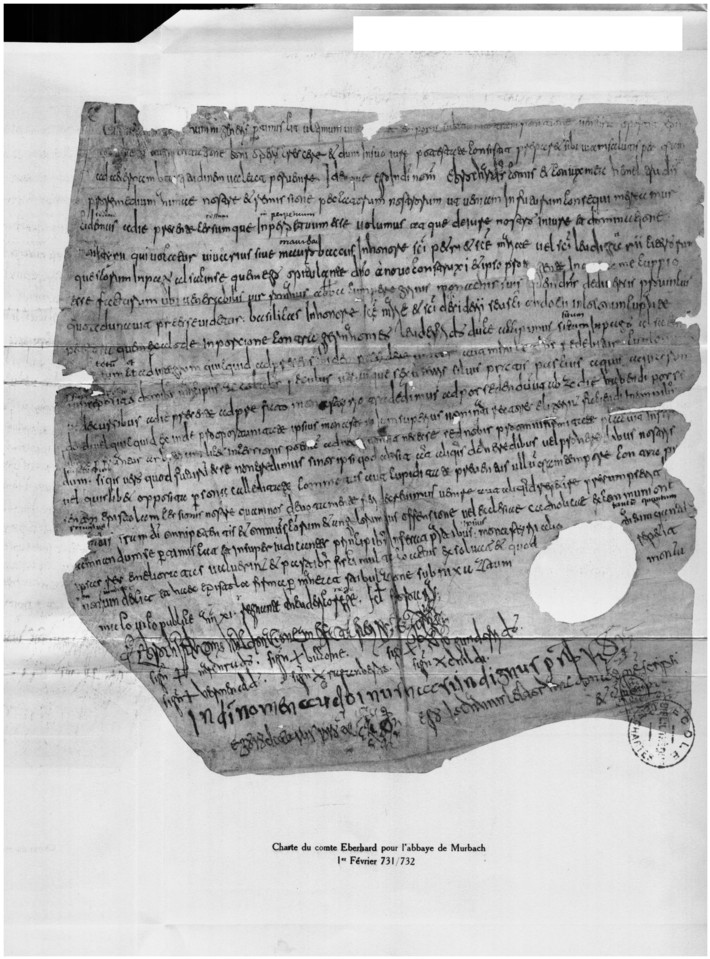
Carta del conde Eberhard para la abadía de Murbach por la donación de las iglesias de Pfetterhausen
(1 de febrero de 731/732)

De hecho, el argumento no está fundado. Por una parte, el acta no indica ciertamente el conjunto de la parte más antigua de los bienes temporales de Murbach porque no encontramos mención de dos localidades donadas por Eberhard a Murbach, a saber, el emplazamiento mismo de la abadía (Maurobaccus) y las iglesias de Pfetterhausen (Petrosa). Por otra parte se conocen otras donaciones de inmensos bienes inmobiliarios hechas a establecimientos religiosos por los grandes de los tiempos merovingios.
El humanista Hieronymus Gebwiler (1474-1545) dice haber encontrado en el cartulario de Honau, el texto de una donación de diversos bienes hecha por este mismo Eberhard, y que presenta dos particularidades: la indicación del lugar es la misma que en la carta de Murbach, Habendo Castro seu Romarico Monte y su fecha, el decimoquinto año del reinado de Teodorico IV; es decir, una de las fechas consideradas por Levison para la carta de Murbach. La corrección propuesta de la fecha está ya plenamente justificada y no existe ninguna duda sobre la autenticidad de esta acta famosa. 
Existe otra acta de Murbach escrita en Habendo Castro seu Romarico Monte (Romao commorante en el manuscrito) monasterio del decimoquinto año del reinado de Teodorico IV, la indicación del día IX de las calendas de agosto, proporciona la fecha del 24 de julio de 735, y conceniente a Eberhard. Alguien llamado Hildradus demanda al abad de Murbach le conceda en precariedad los bienes situados en Modenheim (Mathinhaim) y en Ungersheim (Annegis villa) que habían sido donados a Murbach por el vir illustris Eberhard. Esta acta concerniente a Murbach está fechada en Remiremont porque Eberhard residía allí: manifiestamente, guardó un derecho de control sobre los bienes que había donado a Murbach y, cuando Romanus abad de este monasterio fue llevado a disponer de algunos de ellos, el asunto pasa por las manos del donante, esto explica el viaje a Remiremont del abad de Murbach e Hildradus.
Eberhard, devenido vilissimus Christi famulus, permanecía en Remiremont y desde allí regía los asuntos concernientes a Alsacia. Remiremont había sido fundada en el siglo VII como monasterio doble; el monasterio de hombres desapareció antes del siglo IX, en una fecha desconocida. Normalmente un monje residía en su monasterio; Eberhard ya era monje en Remiremont. Es posible que Hemeletrudis su esposa ya se hubiera separado de su lado en la abadía de mujeres de Remiremont. En la lista de las monjas que habían vivido antes de la adopción de la regla de San Benito, por lo tanto antes de 817, figura en efecto una Hemeltrut (una de las diversas formas de Hemeletrudis) que podría ser la exmujer de Eberhard; esta identificación sin embargo sigue siendo hipotética porque el nombre de Hemeletrudis era frecuente en esa época.

## Descendencia
Se casó con Hemeletrudis (Hemeltruda, Himiltruda, Hemeletrudis, Chimiltrudis, Chimildrudis), de la que tuvo un hijo muerto a temprana edad:
1. Anifridus[17]